# Američki tulipanovac
Američki tulipanovac (lat. Liriodendron tulipifera), vrsta drveta iz porodice magnolijevki, jedna je od dvije vrste u rodu tulipanovca

## Opis
L. tulipifera je do 30m. (ima i primjeraka preko 50 metara) visoko listopadno drvo iz Sjeverne Amerike, uglavnom u SAD-u, te u kanadskoj provinciji Ontario. Promjer debla je izmewđu 60 i 90cm. Korijen je slabo razgranat ali dobok do 10 metara. Kora mu je smeđa, kasnije izbrazdana. Listovi na dugačkoj peteljci su naizmjenični ,do 15cm široki. Cvjetovi su dvospolni, bezmirisni i pojedinačni, a javljaju se u svibnju i lipnju na vrhovima grančica. Latica ima šest, žutozelene su, s unutrašnje strane i pri dnu narančaste.
L. tulipifera prvi puta procvate nakon 15 godina, a životni mu je vijek 300 godina. Medonosna je biljka privlačna pčelama, a ispod njega često rastu smrčci. Unutrašnji dio kore koristi se u medicini, korijen (limunastog okusa) za pobiljšavanje piva od smreke, a drvo u izradi glazbenih instrumenata, olovaka i šibica.

## Sinonimi
- Liriodendron fastigiatum Dippel; Handb. Laubholzk. 3: 155, 736 (1893)
- Liriodendron heterophylla K.Koch; Dendrologie 1: 381 (1869)
- Liriodendron integrifolia Steud.; Nom. ed. I. 486 (1821)
- Liriodendron obtusiloba K.Koch; Dendrologie 1: 381 (1869)
- Liriodendron procerum Salisb.; Prodr. Stirp. Chap. Allerton: 379 (1796)
- Liriodendron truncatifolium Stokes; Bot. Mat. Med. 3: 233 (1912)
- Liriodendron tulipifera subsp. integrifolium (G.Kirchn.) K.Koch; Dendrologie 1: 381 (1869)
- Liriodendron tulipifera subsp. obtusilobum (Michx.) K.Koch; Dendrologie 1: 381 (1869)
- Liriodendron tulipifera var. acutilobum Michx.; Fl. Bor.-Amer. 1: 326 (1803)
- Liriodendron tulipifera var. fastigiatum H.Jaeger; Ziergehölze Gärt. Parkanl. ed. 2: 203 (1884)
- Liriodendron tulipifera var. flavum Loudon; Arbor. Frutic. Brit. 1: 285 (1838)
- Liriodendron tulipifera var. integrifolium (K.Koch) Dippel; Handb. Laubholzk. 3: 155 (1893)
- Liriodendron tulipifera var. obtusilobum Michx.; Fl. Bor.-Amer. 1: 326 (1803)
- Liriodendron tulipifera var. pyramidale Dippel; Handb. Laubholzk. 3: 155 (1893)
- Liriodendron tulipifera var. variegatum Dippel; Handb. Laubholzk. 3: 155 (1893)
- Liriodendron tulipiflora St.-Lag.; Ann. Soc. Bot. Lyon 7: 129 (1880)
- Manglietia minahassae Koord. & Valeton; Meded. Lands Plantentuin 19: 328 (1898)
- Tulipifera liriodendrum Mill.; Gard. Dict. ed. VIII. (1768)

## Vanjske poveznice
|  | Zajednički poslužitelj ima još gradiva o temi Liriodendron tulipifera |
|  | Wikivrste imaju podatke o taksonu Liriodendron tulipifera             |